# 赫尔辛基市博物馆
赫尔辛基市博物馆（芬蘭語：Helsingin kaupunginmuseo）是一座记录和展示赫尔辛基历史的博物馆。其职责为保存和推广赫尔辛基的精神和物质财产及其创建的文化景观。另外，赫尔辛基市博物馆也是首都地区及中新地区的区域博物馆，其职能有推动和执导该地区的博物馆活动。
赫尔辛基市博物馆座落在元老院廣場的东南角。博物馆占据了赫尔辛基老城区的半个街区。在赫尔辛基博物馆的管理下还有四个博物馆：哈卡萨尔米别墅（Hakasalmen huvila）、注水消防员住房（Ruiskumestarin talo）、工人住宅博物馆（Työväenasuntomuseo）和电车博物馆（Ratikkamuseo）。所有博物馆都是可以免费参观的。